# Hünkârbeğendi
Lo Hünkârbeğendi, o semplicemente beğendi (letteralmente “delizia del sultano”), è un piatto a base di melanzane e carne (agnello o manzo) della cucina ottomana.
Si prepara con melanzane cotte alla griglia fino a bruciare la buccia, allo scopo di conferire un sapore affumicato. Le melanzane vengono poi ridotte in purea, condite e addensate con besciamella. Il composto viene poi condito con cubetti di carne saltata o grigliata.